# ساری‌اصلان

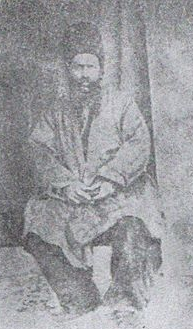
رحمت‌الله‌خان ساری‌اصلان

ساری‌ اصلان به معنای «شیر زرد» لقبی بود که شاهان قاجار به بعضی نزدیکان خود به سبب شجاعت و دلاوری اعطا کردند.

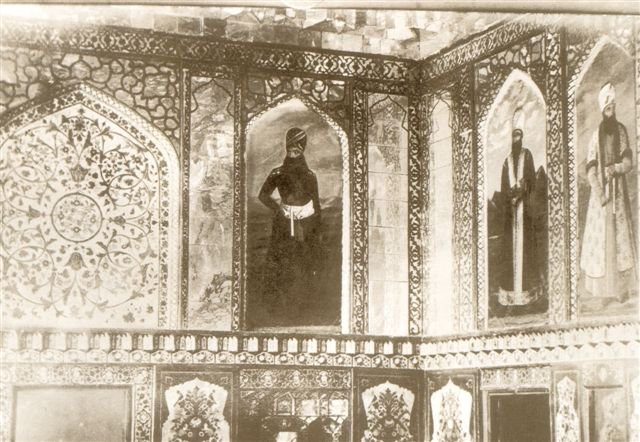
نقاشی سرداران ایروانی در کاخ سردار ایروان

نخستین بار فتحعلی شاه این لقب را خطاب به حسن‌خان قاجار قزوینی برادر حسین خان سردار ایروانی که یکی از سرداران ایروان است به کاربرد. او از سرداران و فرماندهان ایران در زمان فتحعلی شاه قاجار بود و به همراه برادرش حسینقلی خان، برخلاف دیگر خوانین ایروان حاضر به همدستی با روسها نشدند و به مدت بیست سال در مقابل آن‌ها مقاومت نمودند. روسها خشم خود را از این برادران در ماده ۱۲ معاهده ترکمانچای (شعبان ۱۲۴۳ ه‍. ق) نشان دادند که به موجب آن بنا به امر امپراتور روس (نیکلای اول) از کلیه دارایی و املاک خود به کلی محروم شدند.
ساری‌اصلان دو مدرسه، یکی در قزوین و دیگری در کربلا ساخت، که هر دو به «مدرسه سردار» معروف شدند و چون اولاد ذکور نداشت، تولیت این مدارس به دست ملامحمدتقی برغانی افتاد.
از دیگر کسانی که به ساری‌اصلان ملقب شد، رحمت‌الله‌خان افشار از خوانین افشار خمسه و حاکم کنگاور است. رحمت‌الله‌خان نواده فرج‌الله‌خان افشار خمسه‌ای بود و در اوایل سلطنت ناصرالدین شاه سمت میرشکاری داشت. او پس از کشتن یک پلنگ با خنجر در شکارگاه فرح‌آباد تهران در حضور ناصر الدین شاه، از وی لقب «ساری‌اصلان» گرفت. رحمت‌الله‌خان همچنین لقب امیرتومان داشت و در فرامین سلطنتی «عمده‌الامراء عظام» خوانده می‌شد و در ارتش قاجار از سرکردگان جماعت زرین‌کمر بود. ساری اصلان در سن هشتادسالگی در سال ۱۳۱۶ قمری بر اثر پرت شدن از اسب جان سپرد. نوادگان ساری‌اصلان در کنگاور صاحب‌نام بودند و به حکومت این شهر و نمایندگی مجلس شورای ملی برگزیده شدند. آنان در دوره پهلوی نام‌خانوادگی «ساری‌اصلانی» را انتخاب کردند و بعضی از خویشاوندان سببی ایشان نیز همین نام را برگزیدند.

## یادداشت
1. ↑  ملقب به نسق‌چی‌باشی. او از تیره آدخلوی افشار و پدر زن محمدولی خان افشار قاسملو (از خاندان افشار قاسملوی اسدآباد) بود. مدتی از جانب محمدعلی میرزا دولتشاه مأمور نظم اردبیل و تالش شد. پس از آن در رکاب دولتشاه به جنگ عثمانی رفت. پسر او امان‌الله‌خان چندی حکومت خمسه داشت.